# میگل آریانو
میگل آریانو (اسپانیایی: Miguel Arellano‎; ۲ مارس ۱۹۴۱ – ۱۰ مهٔ ۲۰۲۱) بازیکن بسکتبال اهل مکزیک بود. وی در بازی‌های المپیک تابستانی ۱۹۶۴ و ۱۹۶۸ شرکت کرده‌است.